# Emma Sleep
Emma Sleep GmbH er en tysk producent af madrasser og senge. Den blev etableret i 2013 som Bettzeit GmbH i Frankfurt am Main. Indførelsen af mærket Emma begyndte i 2015. Det er et datterselskab til Franz Haniel & Cie..